# Marc Bassingthwaighte
Marc Bassingthwaighte (Vinduque, 11 de outubro de 1983) é um ciclista namibiano que representou o seu país nos Jogos Olímpicos de 2012, em Londres, onde terminou em trigésimo lugar na prova de cross-country.